# Provincia de Java Oriental
Java Oriental (en indonesio: Jawa Timur) es una provincia de Indonesia en Java. Su ciudad capital es Surabaya.

## Territorio y población
Esta provincia tiene una población de 34.766.000 personas y una extensión territorial de 47.922 kilómetros cuadrados. La densidad poblacional es de 725,5 habitantes por kilómetro cuadrado.
- Datos: Q3586
- Multimedia: East Java / Q3586
- Guía turística: Java Oriental

1. ↑  Worldpostalcodes.org,[https://www.worldpostalcodes.org/l1/en/id/indonesia/profile/postalcode/60111+-+69493 código postal n.º 60111 - 69493].